# 19
 Тази статия е за деветнайсетата година от новата ера.  За числото деветнайсет вижте 19 (число).  За други значения вижте 19 (пояснение).
19 (деветнайсета) година е обикновена година, започваща в неделя по юлианския календар.

## Събития

### В Римската империя
- Шеста година от принципата на Тиберий Юлий Цезар Август (14-37 г.)
- Консули на Римската империя са Марк Юний Силан Торкват и Луций Норбан Балб.
- Суфектконсул става Публий Петроний.
- Главнокомандващият източните провинции Германик се завръща в Сирия след посещение в Египет, което довежда до нови кавги с управителя на провинцията Гней Калпурний Пизон. Пизон е освободен от поста си, но междувременно Германик се разболява тежко и умира.[1]
- Пизон прави опит да се завърне на поста си, но е обвинен от своите съперници, че заедно със съпругата си Мунация Планцина са отровили Германик. Двамата са принудени да потеглят за Рим, където да бъдат съдени пред Сената и императора.
- Агрипина и нейните деца се завръщат в Италия, носейки урната с пепелта на починалия Германик. По пътя те са посрещани с всеобщи демонстрации на съчувствие и траур.[1]
- Наредено е Германик да получи посмъртни почести, включително издигане на множество статуи и арки в негова чест – в Циркус Фламиниус на обществени разноски е издигната мраморна арка, а на форума на Август са построени две нови арки, по една от двете страни на храма на Марс Отмъстител, посветени съответно на Друз и Германик.[2]
- Вонон I се опитва да избяга от Киликия, но е убит от един от войниците, натоварени да го охраняват.

## Родени
- 10 октомври – Тиберий Гемел, внук на император Тиберий († 38)

## Починали
- 10 октомври – Германик, римски военачалник и законен наследник на император Тиберий (роден 15 г. пр.н.е.)
- Вонон I, владетел на Партия